# Пшиленк (Великопольське воєводство)
Пшиленк (пол. Przyłęk, нім. Scherlanke) — село в Польщі, у гміні Новий Томишль Новотомиського повіту Великопольського воєводства.
Населення — 651 особа (2011).
У 1975-1998 роках село належало до Познанського воєводства.

## Демографія
Демографічна структура станом на 31 березня 2011 року:
|          | Загалом | Допрацездатний вік | Працездатний вік | Постпрацездатний вік |
| -------- | ------- | ------------------ | ---------------- | -------------------- |
| Чоловіки | 318     | 86                 | 215              | 17                   |
| Жінки    | 333     | 90                 | 190              | 53                   |
| Разом    | 651     | 176                | 405              | 70                   |